# Línea 175 (Montevideo)
La línea 175 es una línea de ómnibus urbana del área metropolitana de Montevideo (Uruguay). Es operada por Cutcsa, y une la Ciudadela de Montevideo con la ciudad de Las Piedras en Canelones. La ida es Las Piedras y la vuelta Ciudadela.

## Historia

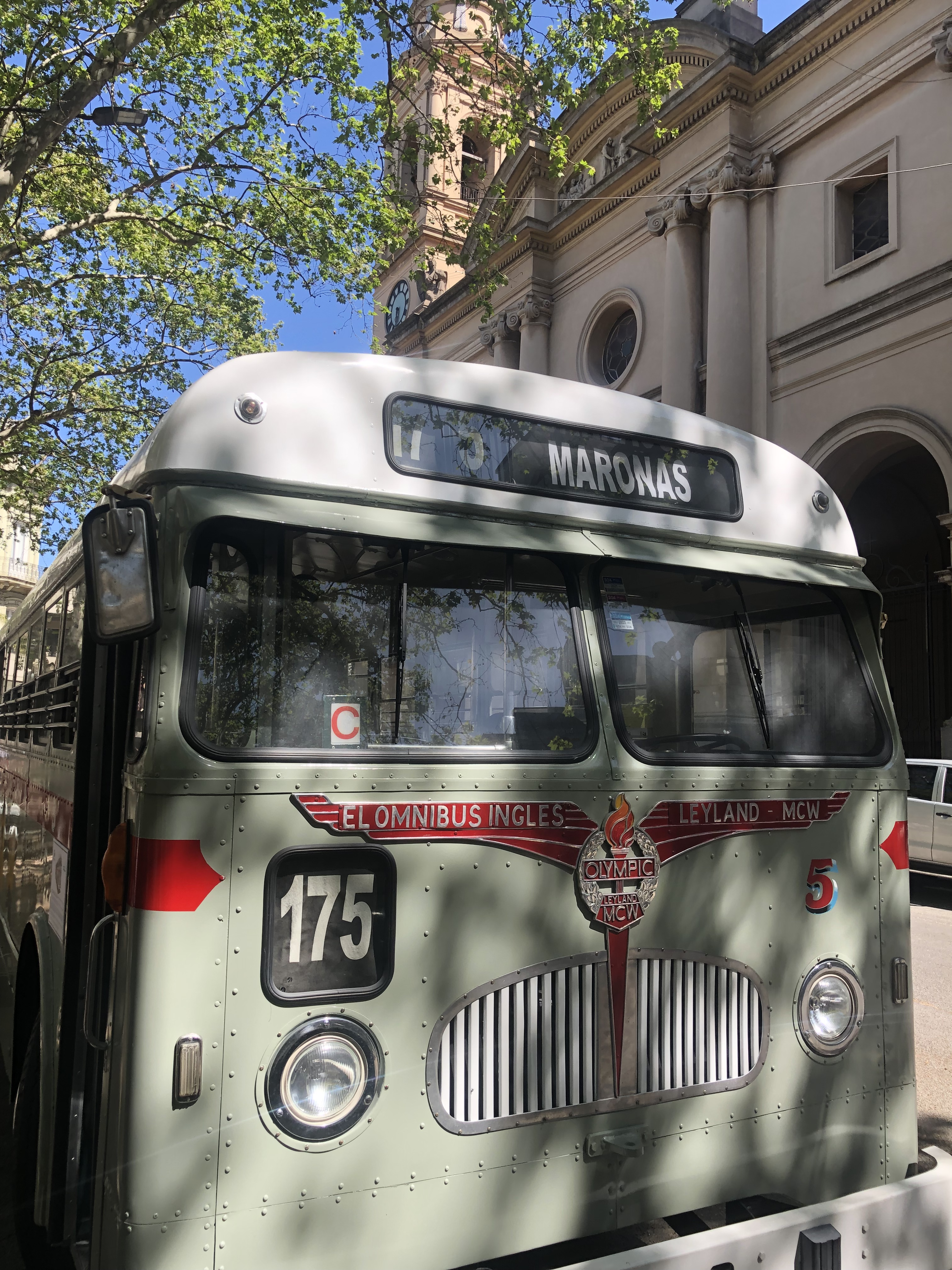
Línea 175 y una histórica unidad Leyland Olympic

Inicialmente su recorrido era casi similar al actual, solo que no accedía a la ciudad de Las Piedras y su destino estaba establecido en el límite departamental de Canelones y Montevideo, específicamente en el Puente de Las Piedras. Por otra parte, al igual que con las líneas 127 y 227 y las líneas 130 y 230, existía también la línea 275 de carácter suburbano, la cual accedía a la ciudad, pero con una tarifa más elevada, debido a que pasaba el límite departamental. 
En el año 2007 y a consecuencia de la implantación del Sistema de Transporte Metropolitano se decide fusionar ambas líneas y disolver la línea 275, permitiendo en esta nueva modificación el ingreso de la línea 175 a la ciudad.

## Recorridos
Circula por los barrios Centro, Cordón, Cordón Norte, La Aguada, Goes, Jacinto Vera, Brazo Oriental, Cerrito de la Victoria, Pérez Castellanos, Marconi, Plácido Ellauri, Nuevo Ellauri, Piedras Blancas, Manga, Puntas del Miguelete, Toledo Chico, las áreas que conforman el Montevideo Rural, 19 de Abril y la Ciudad de Las Piedras.
| - Terminal Ciudadela - Juncal - Piedras - Florida - Cerro Largo - Mercedes - Avenida Daniel Fernández Crespo - Avenida de las Leyes - Avenida General Flores - Corredor General Flores - Avenida Don Pedro de Mendoza - Camino a la Cuchilla Pereira - Camino Burmester - Camino América - Manuel Oribe - General Flores - José Garibaldi - Baltasar Brum - Pilar Cabrera | - Pilar Cabrera - Batlle y Ordóñez - República Argentina - Manuel Oribe - Camino América - Camino Carlos Burmester - Camino a la Cuchilla Pereira - Avenida Don Pedro de Mendoza - Corredor General Flores - Avenida General Flores - Avenida de Las Leyes - Madrid - Magallanes - Miguelete - Arenal Grande - Uruguay - Eduardo Acevedo - Colonia - Río Branco - Uruguay - 25 de Mayo - Juncal - Terminal Ciudadela |

## Paradas
N.º parada → Calle
| 4020 | Piedras                       |
| 4320 | Ciudadela                     |
| 4021 | Convención                    |
| 4022 | Río Negro                     |
| 4025 | Cuareim                       |
| 4043 | Ejido                         |
| 4550 | Vázquez                       |
| 4027 | Carlos Roxlo                  |
| 4547 | Gaboto                        |
| 4546 | Eduardo Acevedo               |
| 3835 | Cerro Largo                   |
| 3837 | Miguelete                     |
| 3737 | Madrid                        |
| 5248 | Av. de las Leyes              |
| 3803 | Isidoro de María              |
| 2417 | Libres                        |
| 3883 | Domingo Aramburu              |
| 2418 | Guadalupe                     |
| 3805 | Av. Gral. José Garibaldi      |
| 3806 | Gustavo Gallinal              |
| 3807 | Bv. Gral. Artigas             |
| 2340 | Av. Luis Alberto de Herrera   |
| 2341 | Juan José Quesada             |
| 2221 | Tte. Cnel. Euclides A. Salari |
| 2222 | Dr. Héctor Luis Odriozola     |
| 4833 | Santiago Sierra               |
| 2223 | Pte. Ing. José Serrato        |
| 2225 | Honduras                      |
| 2227 | Cno. Corrales                 |
| 2228 | Carreras Nacionales           |
| 2229 | Iberia                        |
| 2231 | José María Guerra             |
| 1962 | Niágara                       |
| 1963 | Bv. Aparicio Saravia          |
| 1978 | José Ramírez                  |
| 1979 | Cno. Tte. Galeano             |
| 1980 | Cno. Tte. Rinaldi             |
| 1981 | Matilde P. de Batlle          |
| 1982 | Cap. Tula                     |
| 1983 | Cno. Domingo Arena            |
| 1984 | Artilleros Orientales         |
| 1985 | Cno. Cap. Coralio C. Lacosta  |
| 1986 | Boiso Lanza                   |
| 1987 | Cno. Carlos A. López          |
| 1988 | Av. de las Instrucciones      |
| 1895 | Cno. al Paso del Andaluz      |
| 1896 | Eulalio Pérez                 |
| 1897 | Cno. La Abeja                 |
| 1898 | Cno. Antares                  |
| 1899 | Osvaldo Rodríguez             |
| 1900 | Cno. Carlos Linneo            |
| 1902 | Cno. Paso del Sauce           |
| 4359 | Cno. Régulo                   |
| 1903 | Cno. Perla                    |
| 1904 | Cno. Rigel                    |
| 1905 | Cno. Aldebarán                |
| 1906 | Cno. Altair                   |
| 1907 | Cno. Abrevadero               |
| 1908 | Cno. Alción                   |
| 1909 | Cno. de Los Granjeros         |
| 1910 | Cno. de las Tropas            |
| 1911 | Cno. de Los Molinos           |
| 1912 | Cno. Los Viñedos              |
| 1913 | Cno. Tauro                    |
| 1914 | Cno. Trabal                   |
| 1915 | Cno. América                  |
| 1916 | Fte. 8238                     |
| 1917 | Fte. 8412                     |
| 1829 | Av. Don Pedro de Mendoza      |
| 1828 | Cno. Moreira                  |
| 1918 | Fte. 6920                     |
| 1826 | Cno. Mancebo                  |
| 1824 | Cno. al Obelisco              |
| 1822 | Cno. América                  |
| 1820 | Cno. Carlos Burmester         |
| 5809 | Cno. a Cuchilla Pereira       |
| 1831 | Fte. 6019                     |
| 1833 | Fte. 6152                     |
| 1835 | Fte. 5272                     |
| 1837 | Fte. 6411                     |
| 1839 | Fte. 6491                     |
| 1841 | Fte. 6594                     |
| 1843 | Fte. 6580                     |
| 1845 | León Felipe                   |
| 1847 | Teresa de La Parra            |
| 5547 | Dieciocho de Mayo             |
| 5548 | Flores                        |
| 5549 | José Pedro Varela             |
| 5550 | Roosevelt                     |
| 5551 | Lavalleja                     |
| 5552 | Dr. Francisco Soca            |
| 5553 | Flores                        |

| 5553 | Flores                               |
| 7768 | Garibadi                             |
| 7769 | Rivera                               |
| 7770 | Torres García                        |
| 7771 | San Antonio                          |
| 7772 | Gral. Flores                         |
| 5397 | Cno. América                         |
| 1846 | León Felipe                          |
| 1844 | Jorge Guillén                        |
| 1842 | Fte. 6554                            |
| 1840 | Fte. 6491                            |
| 1838 | Granja El Milagro                    |
| 1836 | Fte. 5272                            |
| 1834 | Fte. 6152                            |
| 1832 | Fte. 6019                            |
| 5810 | Cno. a la Cuchilla Pereira           |
| 1830 | Cno. a la Cuchilla Pereira Pda. 1830 |
| 1821 | Cno. América                         |
| 4657 | Cno. América 4657                    |
| 1823 | Cno. al Obelisco                     |
| 1825 | Cno. Mancebo                         |
| 4821 | Fte. 6920                            |
| 1827 | Cno. Moreira                         |
| 1829 | Av. Don Pedro de Mendoza             |
| 4822 | Fte. 8411                            |
| 1919 | Fte. 8238                            |
| 1920 | Cno. América Pda. 1920               |
| 1921 | Cno. Trabal                          |
| 1922 | Cno. Tauro                           |
| 1923 | Cno. Los Viñedos                     |
| 1924 | Cno. de Los Molinos                  |
| 1925 | Cno. de las Tropas                   |
| 1926 | Cno. de Los Granjeros                |
| 1927 | Cno. Alción                          |
| 1928 | Cno. Abrevadero                      |
| 1929 | Cno. Altair                          |
| 1930 | Cno. Aldebarán                       |
| 1931 | Cno. Rigel                           |
| 1932 | Cno. Perla                           |
| 4360 | Cno. Régulo                          |
| 1933 | Cno. Paso del Sauce                  |
| 1934 | Cno. Carlos Linneo                   |
| 1935 | Osvaldo Rodríguez                    |
| 1936 | Cno. Antares                         |
| 1937 | Cno. La Abeja                        |
| 1938 | Eulalio Pérez                        |
| 1939 | Cno. El Cordero                      |
| 1940 | Cno. al Paso del Andaluz             |
| 1941 | Av. de las Instrucciones             |
| 4848 | Cno. Carlos A. López                 |
| 1990 | Cno. Boiso Lanza                     |
| 1991 | Cno. Cap. Coralio C. Lacosta         |
| 1992 | Artilleros Orientales                |
| 1993 | Cno. Domingo Arena                   |
| 1994 | Cap. Tula                            |
| 1995 | Matilde P. de Batlle y Ordóñez       |
| 1996 | Cno. Tte. Rinaldi                    |
| 4361 | Cno. Tte. Galeano                    |
| 1997 | Jose Ramírez                         |
| 1998 | Bv. Aparicio Saravia                 |
| 1999 | Niágara                              |
| 2000 | Gral. Flores                         |
| 2324 | José María Guerra                    |
| 2326 | Salustio                             |
| 2327 | Carreras Nacionales                  |
| 2328 | Cno. Corrales                        |
| 2330 | Cno. Chimborazo                      |
| 2332 | Francisco Pla                        |
| 2333 | Santiago Sierra                      |
| 2334 | Bruno Mendez                         |
| 2336 | Blvr. José Batlle y Ordóñez          |
| 2337 | Juan José Quesada                    |
| 2338 | Av. Luis A. de Herrera               |
| 2339 | Bv. Gral. Artigas                    |
| 2404 | Chubut                               |
| 2405 | Dr. Gustavo Gallinal                 |
| 2406 | Av. Gral. José Garibaldi             |
| 2407 | Rivadavia                            |
| 2409 | Domingo Aramburu                     |
| 2410 | Libres                               |
| 2411 | Isidoro de María                     |
| 2412 | Yatay                                |
| 3663 | Guatemala                            |
| 3877 | Venezuela                            |
| 3878 | Asunción                             |
| 3822 | D. Fernández Crespo                  |
| 3830 | La Paz                               |
| 3831 | Cerro Largo                          |
| 3832 | Av. Uruguay                          |
| 3847 | Colonia                              |
| 4331 | Gaboto                               |
| 2199 | Carlos Roxlo                         |
| 2201 | Dr. Javier Barrios Amorín            |
| 2203 | Yaguaron                             |
| 2205 | Av. Gral. Rondeau                    |
| 4332 | Julio Herrera y Obes                 |
| 4599 | Mercedes                             |
| 4040 | Florida                              |
| 4806 | Paysandu                             |
| 4587 | Juncal                               |

## Destinos intermedios
IDA
1. Hipódromo: (Corredor General Flores y José María Guerra)
2. Instrucciones: (Mendoza e Instrucciones)
3. Osvaldo Rodríguez: (Mendoza y Osvaldo Rodríguez)
4. Puente Las Piedras: (Cno. América y Límite departamental)

VUELTA
1. Corredor General Flores y Gronardo
2. Palacio Legislativo

- Datos: Q16493819